# شزم! (فیلم)
شزم! (به انگلیسی: Shazam!) یک فیلم آمریکایی در ژانر ابرقهرمانی بر پایه شخصیتی به همین نام از شرکت دی‌سی کامیکس است. این فیلم به کارگردانی دیوید اف. سندبرگ و نویسندگی هنری گِیدن و دارن لمکه است، که به عنوان هفتمین فیلم در دنیای سینمایی دی‌سی محسوب می‌شود. از بازیگران آن می‌توان به زکری لی‌وای، اشر آنجل، مارک استرانگ، گریس فولتن، جک دیلن گریزر، ایان چن و جایمن هانسو اشاره کرد. این فیلم اولین نسخه سینمایی بر اساس این شخصیت پس از فیلم ماجراهای کاپیتان مارول (نام اصلی شخصیت) محصول سال ۱۹۴۱ به‌شمار می‌رود.
شزم! توسط برادران وارنر در تاریخ ۵ آوریل ۲۰۱۹ به صورت ریل‌دی سه‌بعدی و آی‌مکس سه‌بعدی در ایالات متحده آمریکا اکران شد. فیلم با استقبال خوب منتقدان همراه بود و در زمینه اجرای تیم بازیگری، کارگردانی و حس طنز مورد ستایش قرار گرفت. شزم! ۳۶۶ میلیون دلار در سراسر جهان فروش کرد در حالی که بودجه ساخت آن ۸۰ _ ۱۰۰ میلیون دلار بوده‌است. فیلم (بلک ادم) به عنوان اسپین‌آف این فیلم می‌باشد که در تاریخ ۲۱ اکتبر ۲۰۲۲ اکران شد. دوئین جانسون بازیگر نقش بلک ادم را در این اسپین‌آف ایفا کرد..
بعد از استقبال خوب از فیلم، ساخت قسمت دوم آن توسط برادران وارنر در دستور کار قرار گرفت. هنری گیدن که وظیفه نویسندگی قسمت نخست را برعهده داشت برای نوشتن فیلم‌نامه دنباله این فیلم نیز بازگشت. در نهایت شزم! خشم خدایان در ۱۷ مارس ۲۰۲۳ به‌نمایش درآمد.

## داستان
در سال ۱۹۷۴ در شمال نیویورک، پسر نوجوانی به نام تادیوس سیوانا همراه با پدر سختگیر و برادر بزرگ‌ترش سید در حال عبور از یک طوفان برفی است که دائماً مورد آزار و تمسخر آن‌ها قرار می‌گیرد. ناگهان تادیوس به‌طور معجزه‌آسایی به معبدی جادویی به نام «صخره ابدیت» منتقل می‌شود که در بعدی دیگر قرار دارد.
در این مکان، جادوگری کهن به نام شزم سال‌هاست به دنبال فردی پاک‌دل می‌گردد تا قدرت‌های جادویی خود را به او ببخشد و به قهرمان جدیدش تبدیل کند. تادیوس که با وسوسه‌های هفت گناه کبیره مواجه می‌شود، وسوسه می‌گردد قدرت را به دست آورد اما جادوگر او را نالایق می‌داند و دوباره به دنیای واقعی و همان ماشین بازمی‌گرداند. این موضوع باعث بروز تصادف می‌شود که در آن پدر تادیوس فلج شده و نفرتش از فرزندش بیشتر می‌شود. هفت گناه از طریق توپ ۸ بازی تادیوس پیامی برای او می‌فرستند و از او می‌خواهند که به دنبال آن‌ها بگردد.
در حال حاضر در شهر فاوست، فیلادلفیا، بیلی باتسون نوجوان ۱۴ ساله‌ای است که بارها از خانه‌های سرپرستی فرار می‌کند تا مادر اصلی‌اش را که سال‌ها پیش در کارناوالی گم شده، پیدا کند. او حتی چند پلیس را در یک فروشگاه حبس می‌کند تا بتواند از کامپیوتر آن‌ها برای یافتن مادرش استفاده کند، اما تلاشش بی‌نتیجه می‌ماند. در نهایت یک مددکار اجتماعی، بیلی را به خانه‌ای می‌فرستد که توسط ویکتور و رزا وازکز اداره می‌شود. آن‌ها خودشان هم زمانی تحت سرپرستی بودند و پنج فرزند دیگر دارند: مری برومفیلد که نقش مادر گروه را دارد، پدرو پینا خجالتی، یوجین چوی گیمر حرفه‌ای، دارلا دادلی پرانرژی و فردی فریمن که عاشق ابرقهرمانان است.
از سوی دیگر، سیوانا که دل‌شکسته و عصبانی است، بالاخره موفق می‌شود دوباره به صخره ابدیت بازگردد. او میزبان هفت گناه کبیره می‌شود و چشم جادویی به بدنش متصل می‌شود که باعث می‌شود جادوگر شکست بخورد. تادیوس حالا با قدرت‌های تازه، پدر، برادرش سید و مدیران شرکت خود را به قتل می‌رساند.
در مدرسه، بیلی از فردی در برابر زورگویان دفاع می‌کند و پس از تعقیب شدن به داخل مترو، ناگهان به صخره ابدیت منتقل می‌شود. جادوگر او را به عنوان قهرمان جدید خود انتخاب می‌کند و با گفتن کلمه «شزم»، بیلی به ابرقهرمانی بزرگسال تبدیل می‌شود. جادوگر سپس ناپدید می‌شود و عصای جادویی خود را به جا می‌گذارد.
فردی که حالا به بیلی اعتماد دارد، به او کمک می‌کند تا قدرت‌های شگفت‌انگیز خود مثل نیرو، سرعت، مقاومت و کنترل برق را بشناسد. با گفتن دوباره «شزم»، بیلی می‌تواند به شکل عادی‌اش برگردد. ویدیوهای بیلی به سرعت در اینترنت پخش می‌شود و بیلی هم به خاطر جذابیت و پول بیشتر، بیشتر از مدرسه فرار می‌کند و از قدرت‌هایش استفاده می‌کند. اما این کار باعث درگیری او با فردی می‌شود، چون بیلی در یک حادثه جان یک اتوبوس پر از مردم را به خطر می‌اندازد و بعد نجات‌شان می‌دهد.
سیوانا که هویت بیلی را کشف کرده، خواهران و برادران سرپرستی‌اش را گروگان می‌گیرد. بیلی برای نجات آن‌ها موافقت می‌کند قدرت‌هایش را به سیوانا منتقل کند. آن‌ها به صخره ابدیت می‌روند تا با عصای جادوگر این انتقال را انجام دهند اما بچه‌ها به سیوانا حمله می‌کنند. بیلی متوجه می‌شود که وقتی هفت گناه از بدن سیوانا خارج می‌شوند، او ضعیف می‌شود. سیوانا به یک کارناوال زمستانی حمله می‌کند و هفت گناه را آزاد می‌کند. بیلی با استفاده از عصا، قدرت‌هایش را با خواهران و برادرانش به اشتراک می‌گذارد و آن‌ها هم به ابرقهرمانانی بزرگسال تبدیل می‌شوند. سپس عصا را می‌شکند. خانواده شزم با هفت گناه می‌جنگند، بیلی با تحریک حسادت باعث می‌شود سیوانا بی‌قدرت شود و چشم جادویی را از سرش بیرون می‌کشد و گناهان را دوباره به بند می‌کشد. همه آن‌ها را به عنوان قهرمان می‌ستایند.
پس از بازگرداندن هفت گناه به زندان‌شان، اعضای خانواده شزم تصمیم می‌گیرند که از صخره ابدیت به عنوان پایگاه خود استفاده کنند. بیلی بالاخره خانواده سرپرستی‌اش را به عنوان خانواده واقعی خود می‌پذیرد. در لباس قهرمانی، او در مدرسه با خواهران و برادرانش ناهار می‌خورد و به تعجب فردی می‌گوید که حتی سوپرمن را هم دعوت کرده است.
در صحنه‌ای میان تیتراژ، سیوانای زندانی شده با کرم ابریشمی سخنگویی ملاقات می‌کند که به او پیشنهاد اتحاد می‌دهد. پس از تیتراژ نیز گفتگوی طنزآمیزی بین شزم و فردی دیده می‌شود.

## بازیگران
| بازیگر                     | نقش                |
| -------------------------- | ------------------ |
| زکری لی‌وای / اشر آنجل      | بیلی بَتسون / شزم   |
| جک دیلن گریزر / آدام برودی | فردی فریمن         |
| گریس فولتن / میشل بورت     | مری برومفیلد       |
| جایمن هانسو                | شزم جادوگر         |
| ایان چن / راس باتلر        | یوجین چوی          |
| مارک استرانگ               | دکتر تادئوس سیوانا |

## دنباله
دنباله فیلم با عنوان شزم! خشم خدایان در تاریخ ۱۷ مارس ۲۰۲۳ اکران شد.